# Гортинские законы
Гортинские законы (греч. Κώδικας της Γόρτυνας, Μεγάλος Κώδικας), Гортинская надпись (греч. Επιγραφή της Γόρτυνας) — свод древнегреческих законов из города Гортины с острова Крита. Первый известный в Европе свод законов. Сохранился в виде надписи на каменной стене (ныне находится в римском одеоне на Гортине). Надпись на древнедорийском диалекте датируется V веком до н. э., но сами законы восходят к более раннему времени.

## История Гортинских законов
Гортинские законы обнаружены в Гортине (на Крите) итальянским археологом Федерико Хальбхерром в 1884 году. Учёный нашёл надписи, вырезанные на каменной стене круглого в плане здания, над которым в римское время был сооружён театр. Вероятно, древнейшее строение представляло собой гортинский дикастерий, то есть общественный суд.
Первоначально были найдены только 4 столбца. Дальнейшие раскопки, сделанные совместно с немецким археологом Фабрициусом, вскрыли остальные 8 столбцов, на которых вырезаны законы. Эти 12 Гортинских таблиц сделались достоянием учёного мира, одним из важнейших и наиболее полных памятников древнегреческого законодательства. Филологов они обогатили огромным материалом для изучения одного из древнейших дорических диалектов древнегреческого языка.
Эти законы были не первыми в Гортине. Вблизи того же здания найдены незначительные фрагменты других надписей с текстами законодательного характера. Эти надписи могут быть отнесены к концу VII — началу VI веков до н. э. Их сличение с надписью V в. до н. э. показывает, что позднейшая надпись повторяет многие положения древнейших законов, представляя собою, видимо, расширенный и несколько переработанный вариант законодательства, восходящего к архаическому периоду.
Античные авторы отмечали, что Крит с древнейших времен был известен своими законами. О древности критских законов сообщает Аристотель. По его словам, дорийцы, пришедшие на остров из Лаконики, нашли на Крите уже сложившуюся систему законодательства и переняли её у местного населения, а спартанский законодатель Ликург позднее заимствовал её для Спарты («Политика», 2.10):

Лакедемонское [Спартанское] законодательство, как говорят, и вероятно так и есть, в большой степени повторяет Критское.(…) Ликт [город на Крите] — колония лакедемонян, и колонисты, когда они пришли на Крит, переняли законодательство, которое нашли у местных жителей. Даже до этих дней периэки, или подчиненное население Крита, управляются первоначальными законами, которые Минос, предположительно, ввел в действие.
Древнегреческий историк Эфор, на которого ссылается Страбон (10.4.8, 10.4.17), особо выделяет два критских города — Ликт и Гортину — где в наиболее чистом виде сохранились древние законы, восходящие, возможно, ещё к Миносу. Аристотель проводит аналогию между периэками на Крите и илотами в Спарте (но не с лично свободными периэками Спарты), таким образом, возможно, Гортинские законы позволяют лучше понять положение илотов в общественном устройстве Спарты.

## Древнегреческое законодательство в Гортине

### Общие положения
Многие характерные черты Гортинских законов свойственны также ряду других сводов древнегреческого законодательства архаического периода. Так, в гортинском законодательстве детально разработаны нормы частного права, но при этом нет никаких установлений конституционного характера — законодатель не пытался пересмотреть существовавшую систему государственного управления, рассматривая прежде всего нормы семейного, наследственного и некоторые вопросы имущественного права. Интересны архаическая организация семьи, брака и наследования, совмещающаяся со сравнительно развитыми имущественными отношениями. Законы направлены на сохранение имущества внутри семьи, из-за этого стимулируются браки между родственниками.
Уголовное право разработано слабо: в частности, отсутствуют статьи о наказании за убийство. В этом можно усмотреть один из пережитков родового строя, когда убийство считалось делом, касающимся прежде всего родственников убитого.
Ещё одной характерной чертой гортинского законодательства является конкретность в определении наказания за каждое правонарушение. Постановления различают 4 категории участников процесса: свободных граждан гетерии; апетайров — не членов гетерии; крепостных войкеев (периэков у Аристотеля); рабов.
Рабы и крепостные также защищаются законом как имущество, принадлежащее их хозяевам.
Решение судьи в спорных ситуациях зависит от показаний свидетелей, причем количество последних зависит от тяжести преступления. Если свидетели отсутствуют, то судья опирается на показания сторон, заверенные клятвой.
Ниже приводятся некоторые статьи Гортинских законов в переводе Л. Н. Казамановой и с уточнениями Т. Г. Мякина.

### Относительно рабов
1. Если спор идет о том, был ли он свободным или рабом, пусть будут иметь силу те, кто выскажется за то, что он был свободным.
2. Если судятся из-за раба, и каждый утверждает, что раб принадлежит ему, то, если выскажется свидетель, решать согласно показанию свидетеля.
3. Если кто изнасилует рабыню, живущую в доме, то пусть уплатит два статера.
4. Если [раб], придя к свободной, женится на ней, то дети пусть будут свободными.
5. Если свободная придет к рабу, то пусть дети будут рабами.
6. Если купивший на рынке раба не отвергнет его в течение 60 дней, то, если раб оскорбил кого-либо раньше или потом, пусть купивший отвечает за него перед судом.

### Относительно уголовных преступлений
1. Если кто-либо [из свободных] изнасилует свободного или свободную, то пусть заплатит сто статеров.
2. Если [кто-либо из свободных изнасилует] сына или дочь апетайра [чужеземца], то десять [статеров].
3. Если раб свободного или свободную, то пусть уплатит вдвое [20 статеров].
4. Если свободный войкея или войкею [крепостных], то пять драхм [два с половиной статера].
5. Если войкей [изнасилует] войкея или войкею, то пять статеров
6. Если кто-либо захватит [человека] в прелюбодеянии со свободной в доме отца или брата, или мужа, пусть заплатит сто статеров, если в другом месте — пятьдесят.
7. Если [кто-либо захватит человека в прелюбодеянии] с женой апетайра — десять [статеров].

### Семейные отношения
1. Если муж и жена разводятся, то жена пусть имеет своё [имущество], которое имела, когда пришла к мужу, и половину дохода, если он будет от её имущества, и половину из того, что наткала, если будет, и пять статеров в том случае, если муж будет виновником развода.
2. Если родит разведённая женщина, то пусть она принесет [ребёнка] в дом мужа при трех свидетелях.
3. Если он не примет, то пусть у матери будет [право] воспитывать ребёнка или подкинуть. Пусть будет иметь силу клятва родственников и свидетелей, которые принесли [ребёнка].
4. Если родит разведённая войкея, то пусть она принесет [ребёнка] хозяину человека, который был на ней женат, при двух свидетелях.
5. Если он не примет, то пусть [ребёнок] будет у хозяина войкеи.
6. Если разведённая женщина подбросит ребёнка до того, как принесет его [мужу], как предписано, то пусть заплатит за свободного пятьдесят статеров, за раба — двадцать пять, если проиграет дело.
7. Дочь-наследница пусть выходит замуж за старшего брата отца.
8. Если совершеннолетний родственник, имеющий право жениться на дочери-наследнице, не захочет жениться на желающей выйти замуж совершеннолетней [дочери-наследнице], то пусть родственники дочери-наследницы подают в суд, а судья пусть присудит [его жениться в течение двух месяцев].
9. Если [девушка], выданная замуж отцом или братом, окажется дочерью-наследницей и не захочет быть замужем за тем, за кого её выдали при его желании быть женатым, то, если у неё есть дети, пусть, получив из имущества согласно предписанию [законов], выходит замуж за другого из филы.
10. Если у неё нет детей, то пусть она, получив все имущество, выходит замуж за родственника, имеющего право на ней жениться, в том случае, если он есть.
11. Выходить замуж [дочери-наследнице] двенадцати лет или старше.

### Имущественные права
1. Если кто-либо умрет, то постройки, которые в городе и то, что в них, в которых не живёт войкей, живущий в деревне, и мелкий скот, и крупный рогатый скот, который не принадлежит войкею, пусть принадлежат сыновьям.
2. Если кто-либо имеет сношение с заграницей или не отдает взявшему в залог иностранцу, то когда подтвердят взрослые свидетели относительно дела о ста статерах и больше, — в количестве трех человек, если меньше, до десяти статеров — то двое, если меньше — один [свидетель], пусть рассудят согласно показанию свидетелей.
3. Если кто-либо с согласия того, в чьей власти он находится, обрабатывает участок земли и уносит плоды, то пусть будет безнаказанным.
4. Если же тот покажет, что это было без его согласия, то пусть судья решит на основании присяги, если не выскажутся свидетели.